# La Fille du garde-barrière
La Fille du garde-barrière és una pel·lícula de comèdia francesa de 1975 dirigida per Jérôme Savary i protagonitzada per Mona Heftre, Michel Dussarat i Annick Berger.

## Sinopsi
Mona és una noia de poble, filla d'un humil porter, que un día és violada a la via del tren per un vagabund. Aleshores marxa a la ciutat, on coneix el jove Dudu, però és segrestada per la senyora Julien, que la prostitueix. Dudu intenta rescatar-la i acaba com a assessor del xeic Abdulah de Bagdad, qui a la seva mort li entrega el seu títol. Mentrestant, Mona queda embarassada i està casada amb el cirurgià Bornard, que converteix el bordell en una clínica. Dudu s'infiltra en un ball de màscares organitzat per Bornard, rescata Mona i fuig amb ella a Bagdad per casar-se.

## Repartiment principal
- Mona Heftre com a Mona
- Michel Dussarat com a Dudu
- Annick Berger com a Madame Julien
- Jean-Paul Farré com a l'alcalde
- Valérie Kling com a Gertrude, esposa de l'alcalde
- Jean-Paul Muel com el xeic Abdullah
- Roland Topor com a Le pochard
- Jérôme Savary com el guardabarrera
- Maritin com a xofer
- Guy Gallardo com a Bernard
- Gérard Boucaron com a l'eunuc
- Pablo Vigil com a el visir
- Jean Abeillé com a el president de la República